# NRL 1999/Ergebnisse
Diese Liste enthält die Ergebnisse der regulären Saison der NRL 1999. Die reguläre Saison startete am 5. März und endete am 29. August. Sie umfasste 26 Runden.

## Runde 1
| 5. März | Canberra Raiders | 28 : 20 | Brisbane Broncos | Bruce Stadium, Canberra Zuschauer: 20.122 Schiedsrichter: Tim Mander |
| 5. März | (12:14) Bericht  |         |                  | Bruce Stadium, Canberra Zuschauer: 20.122 Schiedsrichter: Tim Mander |

| 5. März | Melbourne Storm | 32 : 10 | Penrith Panthers | Olympic Park Stadium, Melbourne Zuschauer: 12.056 Schiedsrichter: Brian Grant |
| 5. März | (8:4) Bericht   |         |                  | Olympic Park Stadium, Melbourne Zuschauer: 12.056 Schiedsrichter: Brian Grant |

| 6. März | Manly-Warringah Sea Eagles | 18 : 41 | Newcastle Knights | Stadium Australia, Sydney Zuschauer: 104.583 Schiedsrichter: Steve Clark |
| 6. März | (4:6) Bericht              |         |                   | Stadium Australia, Sydney Zuschauer: 104.583 Schiedsrichter: Steve Clark |

- Das Spiel war das erste, dass im neu errichteten Stadium Australia stattfand. Zudem wurde ein neuer Rugby-League-Zuschauerrekord aufgestellt. Zuvor wurde dieser vom Challenge-Cup-Finale 1954 gehalten, bei dem 102.569 Zuschauer waren.

| 6. März | Parramatta Eels | 20 : 10 | St. George Illawarra Dragons | Stadium Australia, Sydney Zuschauer: 104.583 Schiedsrichter: Bill Harrigan |
| 6. März | (16:6) Bericht  |         |                              | Stadium Australia, Sydney Zuschauer: 104.583 Schiedsrichter: Bill Harrigan |

| 7. März | Cronulla-Sutherland Sharks | 44 : 0 | Balmain Tigers | Endeavour Field, Sydney Zuschauer: 8.186 Schiedsrichter: Moghseen Jadwat |
| 7. März | (20:0) Bericht             |        |                | Endeavour Field, Sydney Zuschauer: 8.186 Schiedsrichter: Moghseen Jadwat |

| 7. März | North Sydney Bears | 30 : 12 | Western Suburbs Magpies | Parramatta Stadium, Sydney Zuschauer: 4.705 Schiedsrichter: Paul Simpkins |
| 7. März | (18:2) Bericht     |         |                         | Parramatta Stadium, Sydney Zuschauer: 4.705 Schiedsrichter: Paul Simpkins |

| 7. März | South Sydney Rabbitohs | 16 : 14 | Canterbury-Bankstown Bulldogs | Sydney Football Stadium, Sydney Zuschauer: 9.673 Schiedsrichter: Sean Hampstead |
| 7. März | (6:12) Bericht         |         |                               | Sydney Football Stadium, Sydney Zuschauer: 9.673 Schiedsrichter: Sean Hampstead |

| 8. März | Sydney City Roosters | 16 : 26 | Auckland Warriors | Sydney Football Stadium, Sydney Zuschauer: 10.124 Schiedsrichter: Matt Hewitt |
| 8. März | (4:12) Bericht       |         |                   | Sydney Football Stadium, Sydney Zuschauer: 10.124 Schiedsrichter: Matt Hewitt |

## Runde 2
| 12. März | Newcastle Knights | 8 : 18 | Parramatta Eels | Hunter Stadium, Newcastle Zuschauer: 23.202 Schiedsrichter: Bill Harrigan |
| 12. März | Bericht           |        |                 | Hunter Stadium, Newcastle Zuschauer: 23.202 Schiedsrichter: Bill Harrigan |

| 13. März | Auckland Warriors | 18 : 22 | North Sydney Bears | Mount Smart Stadium, Auckland Zuschauer: 20.268 Schiedsrichter: Sean Hampstead |
| 13. März | Bericht           |         |                    | Mount Smart Stadium, Auckland Zuschauer: 20.268 Schiedsrichter: Sean Hampstead |

| 13. März | Balmain Tigers | 16 : 6 | Melbourne Storm | Leichhardt Oval, Sydney Zuschauer: 8.248 Schiedsrichter: Paul Simpkins |
| 13. März | Bericht        |        |                 | Leichhardt Oval, Sydney Zuschauer: 8.248 Schiedsrichter: Paul Simpkins |

| 13. März | Penrith Panthers | 30 : 2 | North Queensland Cowboys | Penrith Park, Sydney Zuschauer: 8.019 Schiedsrichter: Moghseen Jadwat |
| 13. März | Bericht          |        |                          | Penrith Park, Sydney Zuschauer: 8.019 Schiedsrichter: Moghseen Jadwat |

| 14. März | Brisbane Broncos | 6 : 14 | Cronulla-Sutherland Sharks | Queen Elizabeth II Stadium, Brisbane Zuschauer: 16.460 Schiedsrichter: Steve Clark |
| 14. März | Bericht          |        |                            | Queen Elizabeth II Stadium, Brisbane Zuschauer: 16.460 Schiedsrichter: Steve Clark |

| 14. März | St. George Illawarra Dragons | 18 : 24 | Canterbury-Bankstown Bulldogs | Kogarah Oval, Sydney Zuschauer: 13.497 Schiedsrichter: Tim Mander |
| 14. März | Bericht                      |         |                               | Kogarah Oval, Sydney Zuschauer: 13.497 Schiedsrichter: Tim Mander |

| 14. März | Sydney City Roosters | 46 : 0 | Manly-Warringah Sea Eagles | Sydney Football Stadium, Sydney Zuschauer: 9.128 Schiedsrichter: Paul McBlane |
| 14. März | Bericht              |        |                            | Sydney Football Stadium, Sydney Zuschauer: 9.128 Schiedsrichter: Paul McBlane |

| 15. März | South Sydney Rabbitohs | 21 : 14 | Canberra Raiders | Sydney Football Stadium, Sydney Zuschauer: 19.500 Schiedsrichter: Brian Grant |
| 15. März | (10:4) Bericht         |         |                  | Sydney Football Stadium, Sydney Zuschauer: 19.500 Schiedsrichter: Brian Grant |

## Runde 3
| 19. März | Parramatta Eels | 0 : 11 | Sydney City Roosters | Parramatta Stadium, Sydney Zuschauer: 20.276 Schiedsrichter: Steve Clark |
| 19. März | Bericht         |        |                      | Parramatta Stadium, Sydney Zuschauer: 20.276 Schiedsrichter: Steve Clark |

| 20. März | Balmain Tigers | 26 : 18 | North Queensland Cowboys | Leichhardt Oval, Sydney Zuschauer: 5.969 Schiedsrichter: Paul McBlane |
| 20. März | Bericht        |         |                          | Leichhardt Oval, Sydney Zuschauer: 5.969 Schiedsrichter: Paul McBlane |

| 20. März | Canberra Raiders | 14 : 16 | St. George Illawarra Dragons | Bruce Stadium, Canberra Zuschauer: 11.096 Schiedsrichter: Sean Hampstead |
| 20. März | Bericht          |         |                              | Bruce Stadium, Canberra Zuschauer: 11.096 Schiedsrichter: Sean Hampstead |

| 20. März | Cronulla-Sutherland Sharks | 28 : 12 | South Sydney Rabbitohs | Endeavour Field, Sydney Zuschauer: 18.126 Schiedsrichter: Paul Simpkins |
| 20. März | Bericht                    |         |                        | Endeavour Field, Sydney Zuschauer: 18.126 Schiedsrichter: Paul Simpkins |

| 21. März | Brisbane Broncos | 6 : 48 | Melbourne Storm | Queen Elizabeth II Stadium, Brisbane Zuschauer: 17.836 Schiedsrichter: Bill Harrigan |
| 21. März | Bericht          |        |                 | Queen Elizabeth II Stadium, Brisbane Zuschauer: 17.836 Schiedsrichter: Bill Harrigan |

| 21. März | Canterbury-Bankstown Bulldogs | 28 : 26 | Newcastle Knights | Stadium Australia, Sydney Zuschauer: 26.341 Schiedsrichter: Brian Grant |
| 21. März | Bericht                       |         |                   | Stadium Australia, Sydney Zuschauer: 26.341 Schiedsrichter: Brian Grant |

| 21. März | Manly-Warringah Sea Eagles | 10 : 36 | Auckland Warriors | Brookvale Oval, Sydney Zuschauer: 7.077 Schiedsrichter: Moghseen Jadwat |
| 21. März | Bericht                    |         |                   | Brookvale Oval, Sydney Zuschauer: 7.077 Schiedsrichter: Moghseen Jadwat |

| 21. März | Penrith Panthers | 60 : 6 | Western Suburbs Magpies | Penrith Park, Sydney Zuschauer: 7.276 Schiedsrichter: Tim Mander |
| 21. März | Bericht          |        |                         | Penrith Park, Sydney Zuschauer: 7.276 Schiedsrichter: Tim Mander |

## Runde 4
| 26. März | Melbourne Storm | 26 : 17 | Canterbury-Bankstown Bulldogs | Olympic Park Stadium, Melbourne Zuschauer: 13.297 Schiedsrichter: Paul McBlane |
| 26. März | Bericht         |         |                               | Olympic Park Stadium, Melbourne Zuschauer: 13.297 Schiedsrichter: Paul McBlane |

| 27. März | Cronulla-Sutherland Sharks | 20 : 18 | Brisbane Broncos | Endeavour Field, Sydney Zuschauer: 17.165 Schiedsrichter: Paul Simpkins |
| 27. März | Bericht                    |         |                  | Endeavour Field, Sydney Zuschauer: 17.165 Schiedsrichter: Paul Simpkins |

| 27. März | Parramatta Eels | 26 : 12 | Balmain Tigers | Parramatta Stadium, Sydney Zuschauer: 17.253 Schiedsrichter: Moghseen Jadwat |
| 27. März | Bericht         |         |                | Parramatta Stadium, Sydney Zuschauer: 17.253 Schiedsrichter: Moghseen Jadwat |

| 27. März | South Sydney Rabbitohs | 25 : 24 | St. George Illawarra Dragons | Sydney Cricket Ground, Sydney Zuschauer: 15.324 Schiedsrichter: Brian Grant |
| 27. März | Bericht                |         |                              | Sydney Cricket Ground, Sydney Zuschauer: 15.324 Schiedsrichter: Brian Grant |

| 28. März | Auckland Warriors | 14 : 28 | Sydney City Roosters | Mount Smart Stadium, Auckland Zuschauer: 17.492 Schiedsrichter: Sean Hampstead |
| 28. März | Bericht           |         |                      | Mount Smart Stadium, Auckland Zuschauer: 17.492 Schiedsrichter: Sean Hampstead |

| 28. März | Canberra Raiders | 38 : 14 | Western Suburbs Magpies | Bruce Stadium, Canberra Zuschauer: 6.590 Schiedsrichter: Steve Clark |
| 28. März | Bericht          |         |                         | Bruce Stadium, Canberra Zuschauer: 6.590 Schiedsrichter: Steve Clark |

| 28. März | Newcastle Knights | 32 : 16 | Manly-Warringah Sea Eagles | Hunter Stadium, Newcastle Zuschauer: 17.381 Schiedsrichter: Bill Harrigan |
| 28. März | Bericht           |         |                            | Hunter Stadium, Newcastle Zuschauer: 17.381 Schiedsrichter: Bill Harrigan |

| 28. März | North Sydney Bears | 26 : 18 | North Queensland Cowboys | Lang Park, Brisbane Zuschauer: 3.382 Schiedsrichter: Tim Mander |
| 28. März | Bericht            |         |                          | Lang Park, Brisbane Zuschauer: 3.382 Schiedsrichter: Tim Mander |

## Runde 5
| 2. April | Canterbury-Bankstown Bulldogs | 20 : 16 | Brisbane Broncos | Stadium Australia, Sydney Zuschauer: 30.360 Schiedsrichter: Bill Harrigan |
| 2. April | Bericht                       |         |                  | Stadium Australia, Sydney Zuschauer: 30.360 Schiedsrichter: Bill Harrigan |

| 3. April | Balmain Tigers | 17 : 8 | Auckland Warriors | Leichhardt Oval, Sydney Zuschauer: 7.460 Schiedsrichter: Paul Simpkins |
| 3. April | Bericht        |        |                   | Leichhardt Oval, Sydney Zuschauer: 7.460 Schiedsrichter: Paul Simpkins |

| 3. April | Manly-Warringah Sea Eagles | 24 : 28 | South Sydney Rabbitohs | Brookvale Oval, Sydney Zuschauer: 12.087 Schiedsrichter: Tim Mander |
| 3. April | Bericht                    |         |                        | Brookvale Oval, Sydney Zuschauer: 12.087 Schiedsrichter: Tim Mander |

| 3. April | North Queensland Cowboys | 10 : 34 | Sydney City Roosters | Willows Sports Complex, Townsville Zuschauer: 17.359 Schiedsrichter: Brian Grant |
| 3. April | Bericht                  |         |                      | Willows Sports Complex, Townsville Zuschauer: 17.359 Schiedsrichter: Brian Grant |

| 4. April | Melbourne Storm | 16 : 20 | Cronulla-Sutherland Sharks | Olympic Park Stadium, Melbourne Zuschauer: 13.629 Schiedsrichter: Steve Clark |
| 4. April | Bericht         |         |                            | Olympic Park Stadium, Melbourne Zuschauer: 13.629 Schiedsrichter: Steve Clark |

| 4. April | Penrith Panthers | 13 : 0 | Parramatta Eels | Penrith Park, Sydney Zuschauer: 13.027 Schiedsrichter: Sean Hampstead |
| 4. April | Bericht          |        |                 | Penrith Park, Sydney Zuschauer: 13.027 Schiedsrichter: Sean Hampstead |

| 4. April | St. George Illawarra Dragons | 32 : 12 | North Sydney Bears | Wollongong Showground, Wollongong Zuschauer: 12.566 Schiedsrichter: Paul McBlane |
| 4. April | Bericht                      |         |                    | Wollongong Showground, Wollongong Zuschauer: 12.566 Schiedsrichter: Paul McBlane |

| 5. April | Western Suburbs Magpies | 2 : 26 | Newcastle Knights | Parramatta Stadium, Sydney Zuschauer: 5.907 Schiedsrichter: Moghseen Jadwat |
| 5. April | Bericht                 |        |                   | Parramatta Stadium, Sydney Zuschauer: 5.907 Schiedsrichter: Moghseen Jadwat |

## Runde 6
| 9. April | Auckland Warriors | 10 : 38 | Melbourne Storm | Mount Smart Stadium, Auckland Zuschauer: 10.343 Schiedsrichter: Brian Grant |
| 9. April | Bericht           |         |                 | Mount Smart Stadium, Auckland Zuschauer: 10.343 Schiedsrichter: Brian Grant |

| 9. April | Sydney City Roosters | 15 : 6 | Parramatta Eels | Sydney Cricket Ground, Sydney Zuschauer: 15.114 Schiedsrichter: Tim Mander |
| 9. April | Bericht              |        |                 | Sydney Cricket Ground, Sydney Zuschauer: 15.114 Schiedsrichter: Tim Mander |

| 10. April | Balmain Tigers | 4 : 26 | North Sydney Bears | Leichhardt Oval, Sydney Zuschauer: 10.282 Schiedsrichter: Sean Hampstead |
| 10. April | Bericht        |        |                    | Leichhardt Oval, Sydney Zuschauer: 10.282 Schiedsrichter: Sean Hampstead |

| 10. April | Cronulla-Sutherland Sharks | 22 : 8 | Canterbury-Bankstown Bulldogs | Endeavour Field, Sydney Zuschauer: 20.793 Schiedsrichter: Paul McBlane |
| 10. April | Bericht                    |        |                               | Endeavour Field, Sydney Zuschauer: 20.793 Schiedsrichter: Paul McBlane |

| 10. April | North Queensland Cowboys | 10 : 32 | Penrith Panthers | Willows Sports Complex, Townsville Zuschauer: 8.866 Schiedsrichter: Paul Simpkins |
| 10. April | Bericht                  |         |                  | Willows Sports Complex, Townsville Zuschauer: 8.866 Schiedsrichter: Paul Simpkins |

| 11. April | Brisbane Broncos | 30 : 10 | South Sydney Rabbitohs | Queen Elizabeth II Stadium, Brisbane Zuschauer: 15.298 Schiedsrichter: Steve Clark |
| 11. April | Bericht          |         |                        | Queen Elizabeth II Stadium, Brisbane Zuschauer: 15.298 Schiedsrichter: Steve Clark |

| 11. April | Canberra Raiders | 36 : 6 | Manly-Warringah Sea Eagles | Bruce Stadium, Canberra Zuschauer: 12.531 Schiedsrichter: Moghseen Jadwat |
| 11. April | Bericht          |        |                            | Bruce Stadium, Canberra Zuschauer: 12.531 Schiedsrichter: Moghseen Jadwat |

| 11. April | Newcastle Knights | 12 : 26 | St. George Illawarra Dragons | Hunter Stadium, Newcastle Zuschauer: 22.532 Schiedsrichter: Bill Harrigan |
| 11. April | Bericht           |         |                              | Hunter Stadium, Newcastle Zuschauer: 22.532 Schiedsrichter: Bill Harrigan |

## Runde 7
| 16. April | Sydney City Roosters | 28 : 16 | North Sydney Bears | Sydney Football Stadium, Sydney Zuschauer: 13.840 Schiedsrichter: Paul Simpkins |
| 16. April | Bericht              |         |                    | Sydney Football Stadium, Sydney Zuschauer: 13.840 Schiedsrichter: Paul Simpkins |

| 17. April | Parramatta Eels | 26 : 14 | Melbourne Storm | Parramatta Stadium, Sydney Zuschauer: 11.249 Schiedsrichter: Bill Harrigan |
| 17. April | Bericht         |         |                 | Parramatta Stadium, Sydney Zuschauer: 11.249 Schiedsrichter: Bill Harrigan |

| 17. April | Penrith Panthers | 18 : 16 | Cronulla-Sutherland Sharks | Penrith Park, Sydney Zuschauer: 17.036 Schiedsrichter: Tim Mander |
| 17. April | Bericht          |         |                            | Penrith Park, Sydney Zuschauer: 17.036 Schiedsrichter: Tim Mander |

| 17. April | South Sydney Rabbitohs | 18 : 20 | Western Suburbs Magpies | Sydney Football Stadium, Sydney Zuschauer: 9.135 Schiedsrichter: Sean Hampstead |
| 17. April | Bericht                |         |                         | Sydney Football Stadium, Sydney Zuschauer: 9.135 Schiedsrichter: Sean Hampstead |

| 18. April | Auckland Warriors | 0 : 24 | North Queensland Cowboys | Mount Smart Stadium, Auckland Zuschauer: 8.954 Schiedsrichter: Moghseen Jadwat |
| 18. April | Bericht           |        |                          | Mount Smart Stadium, Auckland Zuschauer: 8.954 Schiedsrichter: Moghseen Jadwat |

| 18. April | Balmain Tigers | 18 : 12 | Manly-Warringah Sea Eagles | Leichhardt Oval, Sydney Zuschauer: 13.286 Schiedsrichter: Matt Hewitt |
| 18. April | Bericht        |         |                            | Leichhardt Oval, Sydney Zuschauer: 13.286 Schiedsrichter: Matt Hewitt |

| 18. April | Newcastle Knights | 19 : 18 | Brisbane Broncos | Hunter Stadium, Newcastle Zuschauer: 21.190 Schiedsrichter: Brian Grant |
| 18. April | Bericht           |         |                  | Hunter Stadium, Newcastle Zuschauer: 21.190 Schiedsrichter: Brian Grant |

| 18. April | St. George Illawarra Dragons | 44 : 2 | Canberra Raiders | Kogarah Oval, Sydney Zuschauer: 12.237 Schiedsrichter: Steve Clark |
| 18. April | Bericht                      |        |                  | Kogarah Oval, Sydney Zuschauer: 12.237 Schiedsrichter: Steve Clark |

## Runde 8
| 24. April | Manly-Warringah Sea Eagles | 12 : 6 | Parramatta Eels | Brookvale Oval, Sydney Zuschauer: 8.174 Schiedsrichter: Brian Grant |
| 24. April | Bericht                    |        |                 | Brookvale Oval, Sydney Zuschauer: 8.174 Schiedsrichter: Brian Grant |

| 24. April | Melbourne Storm | 52 : 6 | South Sydney Rabbitohs | Olympic Park Stadium, Melbourne Zuschauer: 10.831 Schiedsrichter: Tim Mander |
| 24. April | Bericht         |        |                        | Olympic Park Stadium, Melbourne Zuschauer: 10.831 Schiedsrichter: Tim Mander |

| 24. April | Penrith Panthers | 20 : 18 | North Sydney Bears | Penrith Park, Sydney Zuschauer: 13.328 Schiedsrichter: Steve Clark |
| 24. April | Bericht          |         |                    | Penrith Park, Sydney Zuschauer: 13.328 Schiedsrichter: Steve Clark |

| 25. April | Balmain Tigers | 28 : 16 | Western Suburbs Magpies | Leichhardt Oval, Sydney Zuschauer: 10.153 Schiedsrichter: Rod Lawrence |
| 25. April | Bericht        |         |                         | Leichhardt Oval, Sydney Zuschauer: 10.153 Schiedsrichter: Rod Lawrence |

| 25. April | Canberra Raiders | 21 : 21 | Newcastle Knights | Bruce Stadium, Canberra Zuschauer: 12.580 Schiedsrichter: Paul Simpkins |
| 25. April | Bericht          |         |                   | Bruce Stadium, Canberra Zuschauer: 12.580 Schiedsrichter: Paul Simpkins |

| 25. April | Cronulla-Sutherland Sharks | 18 : 16 | St. George Illawarra Dragons | Endeavour Field, Sydney Zuschauer: 22.279 Schiedsrichter: Sean Hampstead |
| 25. April | Bericht                    |         |                              | Endeavour Field, Sydney Zuschauer: 22.279 Schiedsrichter: Sean Hampstead |

| 25. April | North Queensland Cowboys | 20 : 20 | Brisbane Broncos | Willows Sports Complex, Townsville Zuschauer: 30.302 Schiedsrichter: Matt Hewitt |
| 25. April | Bericht                  |         |                  | Willows Sports Complex, Townsville Zuschauer: 30.302 Schiedsrichter: Matt Hewitt |

| 26. April | Sydney City Roosters | 42 : 6 | Canterbury-Bankstown Bulldogs | Sydney Football Stadium, Sydney Zuschauer: 23.264 Schiedsrichter: Bill Harrigan |
| 26. April | Bericht              |        |                               | Sydney Football Stadium, Sydney Zuschauer: 23.264 Schiedsrichter: Bill Harrigan |

## Runde 9
| 30. April | Parramatta Eels | 29 : 22 | Newcastle Knights | Parramatta Stadium, Sydney Zuschauer: 13.021 Schiedsrichter: Tim Mander |
| 30. April | Bericht         |         |                   | Parramatta Stadium, Sydney Zuschauer: 13.021 Schiedsrichter: Tim Mander |

| 1. Mai | North Queensland Cowboys | 20 : 14 | Balmain Tigers | Willows Sports Complex, Townsville Zuschauer: 14.752 Schiedsrichter: Steve Clark |
| 1. Mai | Bericht                  |         |                | Willows Sports Complex, Townsville Zuschauer: 14.752 Schiedsrichter: Steve Clark |

| 1. Mai | St. George Illawarra Dragons | 20 : 16 | Sydney City Roosters | Wollongong Showground, Wollongong Zuschauer: 14.731 Schiedsrichter: Brian Grant |
| 1. Mai | Bericht                      |         |                      | Wollongong Showground, Wollongong Zuschauer: 14.731 Schiedsrichter: Brian Grant |

| 1. Mai | Western Suburbs Magpies | 12 : 26 | Canterbury-Bankstown Bulldogs | Stadium Australia, Sydney Zuschauer: 8.283 Schiedsrichter: Paul Simpkins |
| 1. Mai | Bericht                 |         |                               | Stadium Australia, Sydney Zuschauer: 8.283 Schiedsrichter: Paul Simpkins |

| 2. Mai | Auckland Warriors | 8 : 12 | South Sydney Rabbitohs | Mount Smart Stadium, Auckland Zuschauer: 7.241 Schiedsrichter: Rod Lawrence |
| 2. Mai | Bericht           |        |                        | Mount Smart Stadium, Auckland Zuschauer: 7.241 Schiedsrichter: Rod Lawrence |

| 2. Mai | Manly-Warringah Sea Eagles | 26 : 22 | Penrith Panthers | Brookvale Oval, Sydney Zuschauer: 10.189 Schiedsrichter: Sean Hampstead |
| 2. Mai | Bericht                    |         |                  | Brookvale Oval, Sydney Zuschauer: 10.189 Schiedsrichter: Sean Hampstead |

| 2. Mai | Melbourne Storm | 28 : 18 | Brisbane Broncos | Olympic Park Stadium, Melbourne Zuschauer: 16.473 Schiedsrichter: Bill Harrigan |
| 2. Mai | Bericht         |         |                  | Olympic Park Stadium, Melbourne Zuschauer: 16.473 Schiedsrichter: Bill Harrigan |

| 2. Mai | North Sydney Bears | 8 : 37 | Canberra Raiders | Stadium Australia, Sydney Zuschauer: 8.032 Schiedsrichter: Matt Hewitt |
| 2. Mai | Bericht            |        |                  | Stadium Australia, Sydney Zuschauer: 8.032 Schiedsrichter: Matt Hewitt |

## Runde 10
| 7. Mai | South Sydney Rabbitohs | 14 : 27 | Cronulla-Sutherland Sharks | Sydney Football Stadium, Sydney Zuschauer: 13.533 Schiedsrichter: Bill Harrigan |
| 7. Mai | Bericht                |         |                            | Sydney Football Stadium, Sydney Zuschauer: 13.533 Schiedsrichter: Bill Harrigan |

| 8. Mai | Manly-Warringah Sea Eagles | 26 : 22 | North Queensland Cowboys | Brookvale Oval, Sydney Zuschauer: 7.973 Schiedsrichter: Rod Lawrence |
| 8. Mai | Bericht                    |         |                          | Brookvale Oval, Sydney Zuschauer: 7.973 Schiedsrichter: Rod Lawrence |

| 8. Mai | Parramatta Eels | 28 : 6 | Auckland Warriors | Parramatta Stadium, Sydney Zuschauer: 13.087 Schiedsrichter: Paul Simpkins |
| 8. Mai | Bericht         |        |                   | Parramatta Stadium, Sydney Zuschauer: 13.087 Schiedsrichter: Paul Simpkins |

| 8. Mai | Penrith Panthers | 27 : 6 | St. George Illawarra Dragons | Penrith Park, Sydney Zuschauer: 19.133 Schiedsrichter: Tim Mander |
| 8. Mai | Bericht          |        |                              | Penrith Park, Sydney Zuschauer: 19.133 Schiedsrichter: Tim Mander |

| 8. Mai | Western Suburbs Magpies | 6 : 62 | Melbourne Storm | Lathlain Oval, Perth Zuschauer: 8.236 Schiedsrichter: Sean Hampstead |
| 8. Mai | Bericht                 |        |                 | Lathlain Oval, Perth Zuschauer: 8.236 Schiedsrichter: Sean Hampstead |

| 9. Mai | Brisbane Broncos | 16 : 26 | Sydney City Roosters | Queen Elizabeth II Stadium, Brisbane Zuschauer: 29.373 Schiedsrichter: Matt Hewitt |
| 9. Mai | Bericht          |         |                      | Queen Elizabeth II Stadium, Brisbane Zuschauer: 29.373 Schiedsrichter: Matt Hewitt |

| 9. Mai | Canberra Raiders | 14 : 18 | Canterbury-Bankstown Bulldogs | Bruce Stadium, Canberra Zuschauer: 12.098 Schiedsrichter: Steve Clark |
| 9. Mai | Bericht          |         |                               | Bruce Stadium, Canberra Zuschauer: 12.098 Schiedsrichter: Steve Clark |

| 9. Mai | Newcastle Knights | 32 : 16 | North Sydney Bears | Hunter Stadium, Newcastle Zuschauer: 16.876 Schiedsrichter: Brian Grant |
| 9. Mai | Bericht           |         |                    | Hunter Stadium, Newcastle Zuschauer: 16.876 Schiedsrichter: Brian Grant |

## Runde 11
| 14. Mai | St. George Illawarra Dragons | 12 : 20 | Cronulla-Sutherland Sharks | Kogarah Oval, Sydney Zuschauer: 16.514 Schiedsrichter: Steve Clark |
| 14. Mai | Bericht                      |         |                            | Kogarah Oval, Sydney Zuschauer: 16.514 Schiedsrichter: Steve Clark |

| 15. Mai | Canterbury-Bankstown Bulldogs | 34 : 18 | North Sydney Bears | Stadium Australia, Sydney Zuschauer: 8.425 Schiedsrichter: Tim Mander |
| 15. Mai | Bericht                       |         |                    | Stadium Australia, Sydney Zuschauer: 8.425 Schiedsrichter: Tim Mander |

| 15. Mai | Melbourne Storm | 28 : 6 | Manly-Warringah Sea Eagles | Olympic Park Stadium, Melbourne Zuschauer: 11.743 Schiedsrichter: Brian Grant |
| 15. Mai | Bericht         |        |                            | Olympic Park Stadium, Melbourne Zuschauer: 11.743 Schiedsrichter: Brian Grant |

| 15. Mai | North Queensland Cowboys | 12 : 16 | Parramatta Eels | Willows Sports Complex, Townsville Zuschauer: 17.256 Schiedsrichter: Sean Hampstead |
| 15. Mai | Bericht                  |         |                 | Willows Sports Complex, Townsville Zuschauer: 17.256 Schiedsrichter: Sean Hampstead |

| 16. Mai | Auckland Warriors | 32 : 30 | Canberra Raiders | Mount Smart Stadium, Auckland Zuschauer: 9.423 Schiedsrichter: Matt Hewitt |
| 16. Mai | Bericht           |         |                  | Mount Smart Stadium, Auckland Zuschauer: 9.423 Schiedsrichter: Matt Hewitt |

| 16. Mai | Balmain Tigers | 10 : 12 | Brisbane Broncos | Leichhardt Oval, Sydney Zuschauer: 13.236 Schiedsrichter: Paul McBlane |
| 16. Mai | Bericht        |         |                  | Leichhardt Oval, Sydney Zuschauer: 13.236 Schiedsrichter: Paul McBlane |

| 16. Mai | Penrith Panthers | 15 : 20 | Newcastle Knights | Penrith Park, Sydney Zuschauer: 16.134 Schiedsrichter: Bill Harrigan |
| 16. Mai | Bericht          |         |                   | Penrith Park, Sydney Zuschauer: 16.134 Schiedsrichter: Bill Harrigan |

| 16. Mai | Sydney City Roosters | 38 : 18 | Western Suburbs Magpies | Sydney Football Stadium, Sydney Zuschauer: 7.947 Schiedsrichter: Paul Simpkins |
| 16. Mai | Bericht              |         |                         | Sydney Football Stadium, Sydney Zuschauer: 7.947 Schiedsrichter: Paul Simpkins |

## Runde 12
| 21. Mai | Parramatta Eels | 12 : 25 | Canberra Raiders | Parramatta Stadium, Sydney Zuschauer: 17.387 Schiedsrichter: Tim Mander |
| 21. Mai | Bericht         |         |                  | Parramatta Stadium, Sydney Zuschauer: 17.387 Schiedsrichter: Tim Mander |

| 22. Mai | St. George Illawarra Dragons | 48 : 8 | Balmain Tigers | Wollongong Showground, Wollongong Zuschauer: 11.120 Schiedsrichter: Bill Harrigan |
| 22. Mai | Bericht                      |        |                | Wollongong Showground, Wollongong Zuschauer: 11.120 Schiedsrichter: Bill Harrigan |

| 22. Mai | Western Suburbs Magpies | 7 : 6 | Penrith Panthers | Parramatta Stadium, Sydney Zuschauer: 5.087 Schiedsrichter: Sean Hampstead |
| 22. Mai | Bericht                 |       |                  | Parramatta Stadium, Sydney Zuschauer: 5.087 Schiedsrichter: Sean Hampstead |

| 23. Mai | Canterbury-Bankstown Bulldogs | 28 : 24 | Auckland Warriors | Stadium Australia, Sydney Zuschauer: 9.062 Schiedsrichter: Paul Simpkins |
| 23. Mai | Bericht                       |         |                   | Stadium Australia, Sydney Zuschauer: 9.062 Schiedsrichter: Paul Simpkins |

| 23. Mai | Cronulla-Sutherland Sharks | 21 : 20 | North Sydney Bears | Endeavour Field, Sydney Zuschauer: 10.843 Schiedsrichter: Steve Clark |
| 23. Mai | Bericht                    |         |                    | Endeavour Field, Sydney Zuschauer: 10.843 Schiedsrichter: Steve Clark |

| 23. Mai | South Sydney Rabbitohs | 27 : 4 | Newcastle Knights | Sydney Football Stadium, Sydney Zuschauer: 10.267 Schiedsrichter: Brian Grant |
| 23. Mai | Bericht                |        |                   | Sydney Football Stadium, Sydney Zuschauer: 10.267 Schiedsrichter: Brian Grant |

## Runde 13
| 28. Mai | Melbourne Storm | 16 : 28 | St. George Illawarra Dragons | Olympic Park Stadium, Melbourne Zuschauer: 14.316 Schiedsrichter: Steve Clark |
| 28. Mai | Bericht         |         |                              | Olympic Park Stadium, Melbourne Zuschauer: 14.316 Schiedsrichter: Steve Clark |

| 29. Mai | Brisbane Broncos | 50 : 0 | Western Suburbs Magpies | Queen Elizabeth II Stadium, Brisbane Zuschauer: 8.751 Schiedsrichter: Matt Hewitt |
| 29. Mai | Bericht          |        |                         | Queen Elizabeth II Stadium, Brisbane Zuschauer: 8.751 Schiedsrichter: Matt Hewitt |

| 29. Mai | Canterbury-Bankstown Bulldogs | 20 : 4 | Manly-Warringah Sea Eagles | Stadium Australia, Sydney Zuschauer: 15.264 Schiedsrichter: Brian Grant |
| 29. Mai | Bericht                       |        |                            | Stadium Australia, Sydney Zuschauer: 15.264 Schiedsrichter: Brian Grant |

| 29. Mai | North Queensland Cowboys | 12 : 14 | South Sydney Rabbitohs | Willows Sports Complex, Townsville Zuschauer: 8.751 Schiedsrichter: Matt Hewitt |
| 29. Mai | Bericht                  |         |                        | Willows Sports Complex, Townsville Zuschauer: 8.751 Schiedsrichter: Matt Hewitt |

| 30. Mai | Auckland Warriors | 18 : 25 | Parramatta Eels | Mount Smart Stadium, Auckland Zuschauer: 8.940 Schiedsrichter: Sean Hampstead |
| 30. Mai | Bericht           |         |                 | Mount Smart Stadium, Auckland Zuschauer: 8.940 Schiedsrichter: Sean Hampstead |

| 30. Mai | Newcastle Knights | 26 : 18 | Cronulla-Sutherland Sharks | Hunter Stadium, Newcastle Zuschauer: 24.101 Schiedsrichter: Tim Mander |
| 30. Mai | Bericht           |         |                            | Hunter Stadium, Newcastle Zuschauer: 24.101 Schiedsrichter: Tim Mander |

| 30. Mai | North Sydney Bears | 64 : 12 | Balmain Tigers | North Sydney Oval, Sydney Zuschauer: 11.126 Schiedsrichter: Paul Simpkins |
| 30. Mai | Bericht            |         |                | North Sydney Oval, Sydney Zuschauer: 11.126 Schiedsrichter: Paul Simpkins |

| 30. Mai | Sydney City Roosters | 28 : 22 | Canberra Raiders | Sydney Football Stadium, Sydney Zuschauer: 7.967 Schiedsrichter: Bill Harrigan |
| 30. Mai | Bericht              |         |                  | Sydney Football Stadium, Sydney Zuschauer: 7.967 Schiedsrichter: Bill Harrigan |

## Runde 14
| 4. Juni | Canberra Raiders | 26 : 6 | Melbourne Storm | Bruce Stadium, Canberra Zuschauer: 11.804 Schiedsrichter: Brian Grant |
| 4. Juni | Bericht          |        |                 | Bruce Stadium, Canberra Zuschauer: 11.804 Schiedsrichter: Brian Grant |

| 5. Juni | Brisbane Broncos | 28 : 0 | Penrith Panthers | Queen Elizabeth II Stadium, Brisbane Zuschauer: 9.790 Schiedsrichter: Steve Clark |
| 5. Juni | Bericht          |        |                  | Queen Elizabeth II Stadium, Brisbane Zuschauer: 9.790 Schiedsrichter: Steve Clark |

| 5. Juni | North Queensland Cowboys | 8 : 22 | Cronulla-Sutherland Sharks | Willows Sports Complex, Townsville Zuschauer: 16.372 Schiedsrichter: Bill Harrigan |
| 5. Juni | Bericht                  |        |                            | Willows Sports Complex, Townsville Zuschauer: 16.372 Schiedsrichter: Bill Harrigan |

| 6. Juni | Canterbury-Bankstown Bulldogs | 19 : 18 | South Sydney Rabbitohs | Stadium Australia, Sydney Zuschauer: 16.156 Schiedsrichter: Paul Simpkins |
| 6. Juni | Bericht                       |         |                        | Stadium Australia, Sydney Zuschauer: 16.156 Schiedsrichter: Paul Simpkins |

| 6. Juni | Manly-Warringah Sea Eagles | 36 : 14 | Sydney City Roosters | Brookvale Oval, Sydney Zuschauer: 7.694 Schiedsrichter: Sean Hampstead |
| 6. Juni | Bericht                    |         |                      | Brookvale Oval, Sydney Zuschauer: 7.694 Schiedsrichter: Sean Hampstead |

| 6. Juni | Western Suburbs Magpies | 18 : 12 | Balmain Tigers | Campbelltown Stadium, Sydney Zuschauer: 16.605 Schiedsrichter: Paul McBlane |
| 6. Juni | Bericht                 |         |                | Campbelltown Stadium, Sydney Zuschauer: 16.605 Schiedsrichter: Paul McBlane |

## Runde 15
| 11. Juni | Parramatta Eels | 16 : 18 | Canterbury-Bankstown Bulldogs | Parramatta Stadium, Sydney Zuschauer: 22.062 Schiedsrichter: Brian Grant |
| 11. Juni | Bericht         |         |                               | Parramatta Stadium, Sydney Zuschauer: 22.062 Schiedsrichter: Brian Grant |

| 12. Juni | Newcastle Knights | 27 : 26 | Melbourne Storm | Hunter Stadium, Newcastle Zuschauer: 25.793 Schiedsrichter: Bill Harrigan |
| 12. Juni | Bericht           |         |                 | Hunter Stadium, Newcastle Zuschauer: 25.793 Schiedsrichter: Bill Harrigan |

| 12. Juni | Penrith Panthers | 34 : 20 | Auckland Warriors | Penrith Park, Sydney Zuschauer: 7.097 Schiedsrichter: Sean Hampstead |
| 12. Juni | Bericht          |         |                   | Penrith Park, Sydney Zuschauer: 7.097 Schiedsrichter: Sean Hampstead |

| 12. Juni | Western Suburbs Magpies | 10 : 16 | South Sydney Rabbitohs | Campbelltown Stadium, Sydney Zuschauer: 12.193 Schiedsrichter: Matt Hewitt |
| 12. Juni | Bericht                 |         |                        | Campbelltown Stadium, Sydney Zuschauer: 12.193 Schiedsrichter: Matt Hewitt |

| 13. Juni | Manly-Warringah Sea Eagles | 16 : 29 | Canberra Raiders | Brookvale Oval, Sydney Zuschauer: 11.976 Schiedsrichter: Paul Simpkins |
| 13. Juni | Bericht                    |         |                  | Brookvale Oval, Sydney Zuschauer: 11.976 Schiedsrichter: Paul Simpkins |

| 13. Juni | St. George Illawarra Dragons | 22 : 18 | North Queensland Cowboys | Kogarah Oval, Sydney Zuschauer: 8.156 Schiedsrichter: Paul McBlane |
| 13. Juni | Bericht                      |         |                          | Kogarah Oval, Sydney Zuschauer: 8.156 Schiedsrichter: Paul McBlane |

| 13. Juni | Sydney City Roosters | 32 : 14 | Cronulla-Sutherland Sharks | Sydney Football Stadium, Sydney Zuschauer: 17.131 Schiedsrichter: Steve Clark |
| 13. Juni | Bericht              |         |                            | Sydney Football Stadium, Sydney Zuschauer: 17.131 Schiedsrichter: Steve Clark |

| 14. Juni | North Sydney Bears | 8 : 26 | Brisbane Broncos | North Sydney Oval, Sydney Zuschauer: 13.442 Schiedsrichter: Mark Oaten |
| 14. Juni | Bericht            |        |                  | North Sydney Oval, Sydney Zuschauer: 13.442 Schiedsrichter: Mark Oaten |

## Runde 16
| 18. Juni | Melbourne Storm | 26 : 8 | Sydney City Roosters | Olympic Park Stadium, Melbourne Zuschauer: 11.871 Schiedsrichter: Tim Mander |
| 18. Juni | Bericht         |        |                      | Olympic Park Stadium, Melbourne Zuschauer: 11.871 Schiedsrichter: Tim Mander |

| 19. Juni | Auckland Warriors | 30 : 10 | Canterbury-Bankstown Bulldogs | Mount Smart Stadium, Auckland Zuschauer: 9.500 Schiedsrichter: Paul McBlane |
| 19. Juni | Bericht           |         |                               | Mount Smart Stadium, Auckland Zuschauer: 9.500 Schiedsrichter: Paul McBlane |

| 19. Juni | Canberra Raiders | 4 : 12 | Parramatta Eels | Bruce Stadium, Canberra Zuschauer: 14.541 Schiedsrichter: Steve Clark |
| 19. Juni | Bericht          |        |                 | Bruce Stadium, Canberra Zuschauer: 14.541 Schiedsrichter: Steve Clark |

| 19. Juni | Cronulla-Sutherland Sharks | 32 : 4 | Manly-Warringah Sea Eagles | Endeavour Field, Sydney Zuschauer: 13.164 Schiedsrichter: Bill Harrigan |
| 19. Juni | (16:4) Bericht             |        |                            | Endeavour Field, Sydney Zuschauer: 13.164 Schiedsrichter: Bill Harrigan |

| 20. Juni | Balmain Tigers | 24 : 16 | Penrith Panthers | Leichhardt Oval, Sydney Zuschauer: 6.033 Schiedsrichter: Matt Hewitt |
| 20. Juni | Bericht        |         |                  | Leichhardt Oval, Sydney Zuschauer: 6.033 Schiedsrichter: Matt Hewitt |

| 20. Juni | Newcastle Knights | 24 : 8 | North Queensland Cowboys | Hunter Stadium, Newcastle Zuschauer: 16.508 Schiedsrichter: Sean Hampstead |
| 20. Juni | Bericht           |        |                          | Hunter Stadium, Newcastle Zuschauer: 16.508 Schiedsrichter: Sean Hampstead |

| 20. Juni | St. George Illawarra Dragons | 44 : 4 | Western Suburbs Magpies | Wollongong Showground, Wollongong Zuschauer: 11.117 Schiedsrichter: Brian Grant |
| 20. Juni | Bericht                      |        |                         | Wollongong Showground, Wollongong Zuschauer: 11.117 Schiedsrichter: Brian Grant |

| 20. Juni | South Sydney Rabbitohs | 12 : 24 | North Sydney Bears | Sydney Football Stadium, Sydney Zuschauer: 9.505 Schiedsrichter: Paul Simpkins |
| 20. Juni | Bericht                |         |                    | Sydney Football Stadium, Sydney Zuschauer: 9.505 Schiedsrichter: Paul Simpkins |

## Runde 17
| 25. Juni | Parramatta Eels | 22 : 0 | Cronulla-Sutherland Sharks | Parramatta Stadium, Sydney Zuschauer: 14.051 Schiedsrichter: Paul McBlane |
| 25. Juni | Bericht         |        |                            | Parramatta Stadium, Sydney Zuschauer: 14.051 Schiedsrichter: Paul McBlane |

| 26. Juni | Auckland Warriors | 22 : 4 | Balmain Tigers | Mount Smart Stadium, Auckland Zuschauer: 8.506 Schiedsrichter: Brian Grant |
| 26. Juni | Bericht           |        |                | Mount Smart Stadium, Auckland Zuschauer: 8.506 Schiedsrichter: Brian Grant |

| 26. Juni | Penrith Panthers | 6 : 19 | Brisbane Broncos | Penrith Park, Sydney Zuschauer: 10.200 Schiedsrichter: Tim Mander |
| 26. Juni | Bericht          |        |                  | Penrith Park, Sydney Zuschauer: 10.200 Schiedsrichter: Tim Mander |

| 26. Juni | Sydney City Roosters | 18 : 32 | North Queensland Cowboys | Sydney Football Stadium, Sydney Zuschauer: 4.029 Schiedsrichter: Paul Simpkins |
| 26. Juni | Bericht              |         |                          | Sydney Football Stadium, Sydney Zuschauer: 4.029 Schiedsrichter: Paul Simpkins |

| 27. Juni | Canterbury-Bankstown Bulldogs | 2 : 18 | Canberra Raiders | Stadium Australia, Sydney Zuschauer: 12.811 Schiedsrichter: Bill Harrigan |
| 27. Juni | Bericht                       |        |                  | Stadium Australia, Sydney Zuschauer: 12.811 Schiedsrichter: Bill Harrigan |

| 27. Juni | Manly-Warringah Sea Eagles | 18 : 19 | Melbourne Storm | Brookvale Oval, Sydney Zuschauer: 7.084 Schiedsrichter: Steve Clark |
| 27. Juni | Bericht                    |         |                 | Brookvale Oval, Sydney Zuschauer: 7.084 Schiedsrichter: Steve Clark |

| 27. Juni | Newcastle Knights | 48 : 10 | Western Suburbs Magpies | Hunter Stadium, Newcastle Zuschauer: 14.869 Schiedsrichter: Matt Hewitt |
| 27. Juni | Bericht           |         |                         | Hunter Stadium, Newcastle Zuschauer: 14.869 Schiedsrichter: Matt Hewitt |

| 27. Juni | North Sydney Bears | 12 : 20 | St. George Illawarra Dragons | North Sydney Oval, Sydney Zuschauer: 6.774 Schiedsrichter: Sean Hampstead |
| 27. Juni | Bericht            |         |                              | North Sydney Oval, Sydney Zuschauer: 6.774 Schiedsrichter: Sean Hampstead |

## Runde 18
| 2. Juli | Melbourne Storm | 6 : 20 | Parramatta Eels | Olympic Park Stadium, Melbourne Zuschauer: 12.534 Schiedsrichter: Bill Harrigan |
| 2. Juli | Bericht         |        |                 | Olympic Park Stadium, Melbourne Zuschauer: 12.534 Schiedsrichter: Bill Harrigan |

| 3. Juli | North Queensland Cowboys | 26 : 28 | Manly-Warringah Sea Eagles | Willows Sports Complex, Townsville Zuschauer: 15.389 Schiedsrichter: Matt Hewitt |
| 3. Juli | Bericht                  |         |                            | Willows Sports Complex, Townsville Zuschauer: 15.389 Schiedsrichter: Matt Hewitt |

| 3. Juli | Penrith Panthers | 0 : 20 | South Sydney Rabbitohs | Penrith Park, Sydney Zuschauer: 12.017 Schiedsrichter: Paul Simpkins |
| 3. Juli | Bericht          |        |                        | Penrith Park, Sydney Zuschauer: 12.017 Schiedsrichter: Paul Simpkins |

| 3. Juli | Western Suburbs Magpies | 12 : 20 | Sydney City Roosters | Campbelltown Stadium, Sydney Zuschauer: 6.818 Schiedsrichter: Brian Grant |
| 3. Juli | Bericht                 |         |                      | Campbelltown Stadium, Sydney Zuschauer: 6.818 Schiedsrichter: Brian Grant |

| 4. Juli | Brisbane Broncos | 42 : 10 | Balmain Tigers | Queen Elizabeth II Stadium, Brisbane Zuschauer: 17.538 Schiedsrichter: Sean Hampstead |
| 4. Juli | Bericht          |         |                | Queen Elizabeth II Stadium, Brisbane Zuschauer: 17.538 Schiedsrichter: Sean Hampstead |

| 4. Juli | Canberra Raiders | 46 : 22 | Auckland Warriors | Bruce Stadium, Canberra Zuschauer: 10.155 Schiedsrichter: Paul McBlane |
| 4. Juli | Bericht          |         |                   | Bruce Stadium, Canberra Zuschauer: 10.155 Schiedsrichter: Paul McBlane |

| 4. Juli | Canterbury-Bankstown Bulldogs | 14 : 6 | Cronulla-Sutherland Sharks | Stadium Australia, Sydney Zuschauer: 20.173 Schiedsrichter: Tim Mander |
| 4. Juli | Bericht                       |        |                            | Stadium Australia, Sydney Zuschauer: 20.173 Schiedsrichter: Tim Mander |

| 4. Juli | North Sydney Bears | 20 : 46 | Newcastle Knights | North Sydney Oval, Sydney Zuschauer: 9.712 Schiedsrichter: Steve Clark |
| 4. Juli | Bericht            |         |                   | North Sydney Oval, Sydney Zuschauer: 9.712 Schiedsrichter: Steve Clark |

## Runde 19
| 9. Juli | Cronulla-Sutherland Sharks | 24 : 8 | Canberra Raiders | Endeavour Field, Sydney Zuschauer: 11.554 Schiedsrichter: Steve Clark |
| 9. Juli | Bericht                    |        |                  | Endeavour Field, Sydney Zuschauer: 11.554 Schiedsrichter: Steve Clark |

| 10. Juli | Brisbane Broncos | 24 : 16 | Auckland Warriors | Queen Elizabeth II Stadium, Brisbane Zuschauer: 14.941 Schiedsrichter: Matt Hewitt |
| 10. Juli | Bericht          |         |                   | Queen Elizabeth II Stadium, Brisbane Zuschauer: 14.941 Schiedsrichter: Matt Hewitt |

| 10. Juli | Canterbury-Bankstown Bulldogs | 20 : 24 | Melbourne Storm | Stadium Australia, Sydney Zuschauer: 16.318 Schiedsrichter: Paul Simpkins |
| 10. Juli | Bericht                       |         |                 | Stadium Australia, Sydney Zuschauer: 16.318 Schiedsrichter: Paul Simpkins |

| 10. Juli | Parramatta Eels | 24 : 12 | North Queensland Cowboys | Parramatta Stadium, Sydney Zuschauer: 11.082 Schiedsrichter: Sean Hampstead |
| 10. Juli | Bericht         |         |                          | Parramatta Stadium, Sydney Zuschauer: 11.082 Schiedsrichter: Sean Hampstead |

| 11. Juli | Manly-Warringah Sea Eagles | 48 : 32 | Western Suburbs Magpies | Brookvale Oval, Sydney Zuschauer: 11.890 Schiedsrichter: Moghseen Jadwat |
| 11. Juli | Bericht                    |         |                         | Brookvale Oval, Sydney Zuschauer: 11.890 Schiedsrichter: Moghseen Jadwat |

| 11. Juli | North Sydney Bears | 20 : 28 | Sydney City Roosters | North Sydney Oval, Sydney Zuschauer: 9.566 Schiedsrichter: Tim Mander |
| 11. Juli | Bericht            |         |                      | North Sydney Oval, Sydney Zuschauer: 9.566 Schiedsrichter: Tim Mander |

| 11. Juli | St. George Illawarra Dragons | 38 : 24 | Penrith Panthers | Kogarah Oval, Sydney Zuschauer: 11.555 Schiedsrichter: Bill Harrigan |
| 11. Juli | Bericht                      |         |                  | Kogarah Oval, Sydney Zuschauer: 11.555 Schiedsrichter: Bill Harrigan |

| 11. Juli | South Sydney Rabbitohs | 22 : 12 | Balmain Tigers | Sydney Football Stadium, Sydney Zuschauer: 13.052 Schiedsrichter: Mark Oaten |
| 11. Juli | (0:12) Bericht         |         |                | Sydney Football Stadium, Sydney Zuschauer: 13.052 Schiedsrichter: Mark Oaten |

## Runde 20
| 16. Juli | Auckland Warriors | 20 : 22 | Cronulla-Sutherland Sharks | Mount Smart Stadium, Auckland Zuschauer: 8.000 Schiedsrichter: Sean Hampstead |
| 16. Juli | Bericht           |         |                            | Mount Smart Stadium, Auckland Zuschauer: 8.000 Schiedsrichter: Sean Hampstead |

| 16. Juli | Melbourne Storm | 30 : 10 | Canberra Raiders | Olympic Park Stadium, Melbourne Zuschauer: 12.511 Schiedsrichter: Tim Mander |
| 16. Juli | Bericht         |         |                  | Olympic Park Stadium, Melbourne Zuschauer: 12.511 Schiedsrichter: Tim Mander |

| 17. Juli | Balmain Tigers | 16 : 38 | St. George Illawarra Dragons | Leichhardt Oval, Sydney Zuschauer: 10.615 Schiedsrichter: Moghseen Jadwat |
| 17. Juli | Bericht        |         |                              | Leichhardt Oval, Sydney Zuschauer: 10.615 Schiedsrichter: Moghseen Jadwat |

| 17. Juli | North Queensland Cowboys | 18 : 30 | Canterbury-Bankstown Bulldogs | Willows Sports Complex, Townsville Zuschauer: 15.080 Schiedsrichter: Mark Oaten |
| 17. Juli | Bericht                  |         |                               | Willows Sports Complex, Townsville Zuschauer: 15.080 Schiedsrichter: Mark Oaten |

| 17. Juli | South Sydney Rabbitohs | 8 : 22 | Brisbane Broncos | Sydney Football Stadium, Sydney Zuschauer: 19.426 Schiedsrichter: Bill Harrigan |
| 17. Juli | Bericht                |        |                  | Sydney Football Stadium, Sydney Zuschauer: 19.426 Schiedsrichter: Bill Harrigan |

| 18. Juli | Newcastle Knights | 21 : 14 | Penrith Panthers | Hunter Stadium, Newcastle Zuschauer: 20.946 Schiedsrichter: Steve Clark |
| 18. Juli | Bericht           |         |                  | Hunter Stadium, Newcastle Zuschauer: 20.946 Schiedsrichter: Steve Clark |

| 18. Juli | North Sydney Bears | 22 : 28 | Manly-Warringah Sea Eagles | North Sydney Oval, Sydney Zuschauer: 12.172 Schiedsrichter: Paul Simpkins |
| 18. Juli | Bericht            |         |                            | North Sydney Oval, Sydney Zuschauer: 12.172 Schiedsrichter: Paul Simpkins |

| 18. Juli | Western Suburbs Magpies | 10 : 68 | Parramatta Eels | Campbelltown Stadium, Sydney Zuschauer: 11.848 Schiedsrichter: Matt Hewitt |
| 18. Juli | Bericht                 |         |                 | Campbelltown Stadium, Sydney Zuschauer: 11.848 Schiedsrichter: Matt Hewitt |

## Runde 21
| 23. Juli | Brisbane Broncos | 22 : 4 | St. George Illawarra Dragons | Queen Elizabeth II Stadium, Brisbane Zuschauer: 33.289 Schiedsrichter: Steve Clark |
| 23. Juli | Bericht          |        |                              | Queen Elizabeth II Stadium, Brisbane Zuschauer: 33.289 Schiedsrichter: Steve Clark |

| 24. Juli | Balmain Tigers | 20 : 16 | Newcastle Knights | Leichhardt Oval, Sydney Zuschauer: 8.277 Schiedsrichter: Brian Grant |
| 24. Juli | Bericht        |         |                   | Leichhardt Oval, Sydney Zuschauer: 8.277 Schiedsrichter: Brian Grant |

| 24. Juli | Canberra Raiders | 30 : 8 | North Queensland Cowboys | Bruce Stadium, Canberra Zuschauer: 9.532 Schiedsrichter: Mark Oaten |
| 24. Juli | Bericht          |        |                          | Bruce Stadium, Canberra Zuschauer: 9.532 Schiedsrichter: Mark Oaten |

| 24. Juli | Western Suburbs Magpies | 16 : 56 | Canterbury-Bankstown Bulldogs | Campbelltown Stadium, Sydney Zuschauer: 8.267 Schiedsrichter: Tony Archer |
| 24. Juli | Bericht                 |         |                               | Campbelltown Stadium, Sydney Zuschauer: 8.267 Schiedsrichter: Tony Archer |

| 25. Juli | North Sydney Bears | 4 : 44 | Parramatta Eels | North Sydney Oval, Sydney Zuschauer: 7.877 Schiedsrichter: Sean Hampstead |
| 25. Juli | Bericht            |        |                 | North Sydney Oval, Sydney Zuschauer: 7.877 Schiedsrichter: Sean Hampstead |

| 25. Juli | Cronulla-Sutherland Sharks | 18 : 26 | Melbourne Storm | Endeavour Field, Sydney Zuschauer: 10.016 Schiedsrichter: Bill Harrigan |
| 25. Juli | Bericht                    |         |                 | Endeavour Field, Sydney Zuschauer: 10.016 Schiedsrichter: Bill Harrigan |

| 25. Juli | South Sydney Rabbitohs | 16 : 20 | Auckland Warriors | Sydney Football Stadium, Sydney Zuschauer: 7.364 Schiedsrichter: Paul Simpkins |
| 25. Juli | Bericht                |         |                   | Sydney Football Stadium, Sydney Zuschauer: 7.364 Schiedsrichter: Paul Simpkins |

| 26. Juli | Sydney City Roosters | 14 : 16 | Penrith Panthers | Sydney Football Stadium, Sydney Zuschauer: 8.149 Schiedsrichter: Tim Mander |
| 26. Juli | Bericht              |         |                  | Sydney Football Stadium, Sydney Zuschauer: 8.149 Schiedsrichter: Tim Mander |

## Runde 22
| 30. Juli | Brisbane Broncos | 38 : 6 | Newcastle Knights | Queen Elizabeth II Stadium, Brisbane Zuschauer: 29.979 Schiedsrichter: Steve Clark |
| 30. Juli | Bericht          |        |                   | Queen Elizabeth II Stadium, Brisbane Zuschauer: 29.979 Schiedsrichter: Steve Clark |

| 31. Juli | Balmain Tigers | 10 : 22 | Sydney City Roosters | Leichhardt Oval, Sydney Zuschauer: 7.733 Schiedsrichter: Paul Simpkins |
| 31. Juli | Bericht        |         |                      | Leichhardt Oval, Sydney Zuschauer: 7.733 Schiedsrichter: Paul Simpkins |

| 31. Juli | Penrith Panthers | 52 : 10 | Manly-Warringah Sea Eagles | Penrith Park, Sydney Zuschauer: 12.484 Schiedsrichter: Sean Hampstead |
| 31. Juli | Bericht          |         |                            | Penrith Park, Sydney Zuschauer: 12.484 Schiedsrichter: Sean Hampstead |

| 31. Juli | Cronulla-Sutherland Sharks | 40 : 8 | North Queensland Cowboys | Endeavour Field, Sydney Zuschauer: 8.921 Schiedsrichter: Moghseen Jadwat |
| 31. Juli | Bericht                    |        |                          | Endeavour Field, Sydney Zuschauer: 8.921 Schiedsrichter: Moghseen Jadwat |

| 1. August | Canterbury-Bankstown Bulldogs | 30 : 18 | North Sydney Bears | Stadium Australia, Sydney Zuschauer: 12.415 Schiedsrichter: Bill Harrigan |
| 1. August | Bericht                       |         |                    | Stadium Australia, Sydney Zuschauer: 12.415 Schiedsrichter: Bill Harrigan |

| 1. August | Melbourne Storm | 16 : 14 | Auckland Warriors | Olympic Park Stadium, Melbourne Zuschauer: 13.435 Schiedsrichter: Matt Hewitt |
| 1. August | Bericht         |         |                   | Olympic Park Stadium, Melbourne Zuschauer: 13.435 Schiedsrichter: Matt Hewitt |

| 1. August | St. George Illawarra Dragons | 38 : 10 | South Sydney Rabbitohs | Wollongong Showground, Wollongong Zuschauer: 14.517 Schiedsrichter: Tim Mander |
| 1. August | Bericht                      |         |                        | Wollongong Showground, Wollongong Zuschauer: 14.517 Schiedsrichter: Tim Mander |

| 1. August | Western Suburbs Magpies | 16 : 64 | Canberra Raiders | Campbelltown Stadium, Sydney Zuschauer: 5.635 Schiedsrichter: Mark Oaten |
| 1. August | Bericht                 |         |                  | Campbelltown Stadium, Sydney Zuschauer: 5.635 Schiedsrichter: Mark Oaten |

## Runde 23
| 6. August | Auckland Warriors | 32 : 18 | St. George Illawarra Dragons | Mount Smart Stadium, Auckland Zuschauer: 9.564 Schiedsrichter: Tim Mander |
| 6. August | Bericht           |         |                              | Mount Smart Stadium, Auckland Zuschauer: 9.564 Schiedsrichter: Tim Mander |

| 6. August | Sydney City Roosters | 8 : 9 | Brisbane Broncos | Sydney Football Stadium, Sydney Zuschauer: 15.416 Schiedsrichter: Bill Harrigan |
| 6. August | Bericht              |       |                  | Sydney Football Stadium, Sydney Zuschauer: 15.416 Schiedsrichter: Bill Harrigan |

| 7. August | Canberra Raiders | 46 : 16 | North Sydney Bears | Bruce Stadium, Canberra Zuschauer: 10.018 Schiedsrichter: Paul Simpkins |
| 7. August | Bericht          |         |                    | Bruce Stadium, Canberra Zuschauer: 10.018 Schiedsrichter: Paul Simpkins |

| 7. August | North Queensland Cowboys | 24 : 30 | Melbourne Storm | Willows Sports Complex, Townsville Zuschauer: 20.131 Schiedsrichter: Mark Oaten |
| 7. August | Bericht                  |         |                 | Willows Sports Complex, Townsville Zuschauer: 20.131 Schiedsrichter: Mark Oaten |

| 7. August | Cronulla-Sutherland Sharks | 46 : 0 | Western Suburbs Magpies | Endeavour Field, Sydney Zuschauer: 10.642 Schiedsrichter: Matt Hewitt |
| 7. August | Bericht                    |        |                         | Endeavour Field, Sydney Zuschauer: 10.642 Schiedsrichter: Matt Hewitt |

| 8. August | Manly-Warringah Sea Eagles | 44 : 14 | Balmain Tigers | Brookvale Oval, Sydney Zuschauer: 11.107 Schiedsrichter: Moghseen Jadwat |
| 8. August | Bericht                    |         |                | Brookvale Oval, Sydney Zuschauer: 11.107 Schiedsrichter: Moghseen Jadwat |

| 8. August | Newcastle Knights | 60 : 0 | South Sydney Rabbitohs | Hunter Stadium, Newcastle Zuschauer: 21.820 Schiedsrichter: Sean Hampstead |
| 8. August | Bericht           |        |                        | Hunter Stadium, Newcastle Zuschauer: 21.820 Schiedsrichter: Sean Hampstead |

| 8. August | Parramatta Eels | 17 : 16 | Penrith Panthers | Parramatta Stadium, Sydney Zuschauer: 19.060 Schiedsrichter: Steve Clark |
| 8. August | Bericht         |         |                  | Parramatta Stadium, Sydney Zuschauer: 19.060 Schiedsrichter: Steve Clark |

## Runde 24
| 13. August | St. George Illawarra Dragons | 20 : 22 | Newcastle Knights | Sydney Football Stadium, Sydney Zuschauer: 19.181 Schiedsrichter: Bill Harrigan |
| 13. August | (10:12) Bericht              |         |                   | Sydney Football Stadium, Sydney Zuschauer: 19.181 Schiedsrichter: Bill Harrigan |

| 14. August | Balmain Tigers | 20 : 10 | Parramatta Eels | Leichhardt Oval, Sydney Zuschauer: 15.230 Schiedsrichter: Mark Oaten |
| 14. August | (8:4) Bericht  |         |                 | Leichhardt Oval, Sydney Zuschauer: 15.230 Schiedsrichter: Mark Oaten |

| 14. August | North Queensland Cowboys | 14 : 40 | Auckland Warriors | Willows Sports Complex, Townsville Zuschauer: 13.832 Schiedsrichter: Paul Simpkins |
| 14. August | Bericht                  |         |                   | Willows Sports Complex, Townsville Zuschauer: 13.832 Schiedsrichter: Paul Simpkins |

| 14. August | North Sydney Bears | 18 : 56 | Cronulla-Sutherland Sharks | North Sydney Oval, Sydney Zuschauer: 5.043 Schiedsrichter: Sean Hampstead |
| 14. August | Bericht            |         |                            | North Sydney Oval, Sydney Zuschauer: 5.043 Schiedsrichter: Sean Hampstead |

| 15. August | Canterbury-Bankstown Bulldogs | 22 : 22 | Penrith Panthers | Stadium Australia, Sydney Zuschauer: 15.236 Schiedsrichter: Tim Mander |
| 15. August | Bericht                       |         |                  | Stadium Australia, Sydney Zuschauer: 15.236 Schiedsrichter: Tim Mander |

| 15. August | Manly-Warringah Sea Eagles | 26 : 26 | Brisbane Broncos | Brookvale Oval, Sydney Zuschauer: 15.687 Schiedsrichter: Steve Clark |
| 15. August | Bericht                    |         |                  | Brookvale Oval, Sydney Zuschauer: 15.687 Schiedsrichter: Steve Clark |

| 15. August | Melbourne Storm | 44 : 14 | Western Suburbs Magpies | Olympic Park Stadium, Melbourne Zuschauer: 12.131 Schiedsrichter: Moghseen Jadwat |
| 15. August | Bericht         |         |                         | Olympic Park Stadium, Melbourne Zuschauer: 12.131 Schiedsrichter: Moghseen Jadwat |

| 16. August | South Sydney Rabbitohs | 6 : 42 | Sydney City Roosters | Sydney Football Stadium, Sydney Zuschauer: 12.735 Schiedsrichter: Matt Hewitt |
| 16. August | Bericht                |        |                      | Sydney Football Stadium, Sydney Zuschauer: 12.735 Schiedsrichter: Matt Hewitt |

## Runde 25
| 20. August | Brisbane Broncos | 10 : 21 | Parramatta Eels | Queen Elizabeth II Stadium, Brisbane Zuschauer: 45.257 Schiedsrichter: Tim Mander |
| 20. August | Bericht          |         |                 | Queen Elizabeth II Stadium, Brisbane Zuschauer: 45.257 Schiedsrichter: Tim Mander |

| 21. August | Auckland Warriors | 42 : 0 | Newcastle Knights | Mount Smart Stadium, Auckland Zuschauer: 15.385 Schiedsrichter: Sean Hampstead |
| 21. August | Bericht           |        |                   | Mount Smart Stadium, Auckland Zuschauer: 15.385 Schiedsrichter: Sean Hampstead |

| 21. August | Canterbury-Bankstown Bulldogs | 44 : 24 | Balmain Tigers | Stadium Australia, Sydney Zuschauer: 21.031 Schiedsrichter: Matt Hewitt |
| 21. August | Bericht                       |         |                | Stadium Australia, Sydney Zuschauer: 21.031 Schiedsrichter: Matt Hewitt |

| 21. August | South Sydney Rabbitohs | 2 : 18 | Manly-Warringah Sea Eagles | Sydney Football Stadium, Sydney Zuschauer: 8.755 Schiedsrichter: Moghseen Jadwat |
| 21. August | Bericht                |        |                            | Sydney Football Stadium, Sydney Zuschauer: 8.755 Schiedsrichter: Moghseen Jadwat |

| 22. August | North Sydney Bears | 24 : 20 | Melbourne Storm | North Sydney Oval, Sydney Zuschauer: 7.241 Schiedsrichter: Paul Simpkins |
| 22. August | Bericht            |         |                 | North Sydney Oval, Sydney Zuschauer: 7.241 Schiedsrichter: Paul Simpkins |

| 22. August | Penrith Panthers | 33 : 14 | Canberra Raiders | Penrith Park, Sydney Zuschauer: 14.184 Schiedsrichter: Bill Harrigan |
| 22. August | Bericht          |         |                  | Penrith Park, Sydney Zuschauer: 14.184 Schiedsrichter: Bill Harrigan |

| 22. August | Sydney City Roosters | 24 : 26 | St. George Illawarra Dragons | Sydney Football Stadium, Sydney Zuschauer: 24.271 Schiedsrichter: Steve Clark |
| 22. August | Bericht              |         |                              | Sydney Football Stadium, Sydney Zuschauer: 24.271 Schiedsrichter: Steve Clark |

| 22. August | Western Suburbs Magpies | 14 : 36 | North Queensland Cowboys | Campbelltown Stadium, Sydney Zuschauer: 5.588 Schiedsrichter: Mark Oaten |
| 22. August | Bericht                 |         |                          | Campbelltown Stadium, Sydney Zuschauer: 5.588 Schiedsrichter: Mark Oaten |

## Runde 26
| 27. August | Brisbane Broncos | 14 : 12 | Canterbury-Bankstown Bulldogs | Queen Elizabeth II Stadium, Brisbane Zuschauer: 34.644 Schiedsrichter: Steve Clark |
| 27. August | Bericht          |         |                               | Queen Elizabeth II Stadium, Brisbane Zuschauer: 34.644 Schiedsrichter: Steve Clark |

| 28. August | North Queensland Cowboys | 18 : 28 | North Sydney Bears | Willows Sports Complex, Townsville Zuschauer: 15.206 Schiedsrichter: Paul Simpkins |
| 28. August | Bericht                  |         |                    | Willows Sports Complex, Townsville Zuschauer: 15.206 Schiedsrichter: Paul Simpkins |

| 28. August | St. George Illawarra Dragons | 20 : 18 | Manly-Warringah Sea Eagles | Wollongong Showground, Wollongong Zuschauer: 13.918 Schiedsrichter: Sean Hampstead |
| 28. August | Bericht                      |         |                            | Wollongong Showground, Wollongong Zuschauer: 13.918 Schiedsrichter: Sean Hampstead |

| 28. August | Cronulla-Sutherland Sharks | 38 : 6 | Penrith Panthers | Endeavour Field, Sydney Zuschauer: 16.000 Schiedsrichter: Matt Hewitt |
| 28. August | Bericht                    |        |                  | Endeavour Field, Sydney Zuschauer: 16.000 Schiedsrichter: Matt Hewitt |

| 29. August | Canberra Raiders | 42 : 14 | Balmain Tigers | Bruce Stadium, Canberra Zuschauer: 13.617 Schiedsrichter: Tim Mander |
| 29. August | Bericht          |         |                | Bruce Stadium, Canberra Zuschauer: 13.617 Schiedsrichter: Tim Mander |

| 29. August | Newcastle Knights | 16 : 34 | Sydney City Roosters | Hunter Stadium, Newcastle Zuschauer: 25.315 Schiedsrichter: Bill Harrigan |
| 29. August | Bericht           |         |                      | Hunter Stadium, Newcastle Zuschauer: 25.315 Schiedsrichter: Bill Harrigan |

| 29. August | Parramatta Eels | 34 : 16 | South Sydney Rabbitohs | Parramatta Stadium, Sydney Zuschauer: 16.076 Schiedsrichter: Mark Oaten |
| 29. August | Bericht         |         |                        | Parramatta Stadium, Sydney Zuschauer: 16.076 Schiedsrichter: Mark Oaten |

| 29. August | Western Suburbs Magpies | 16 : 60 | Auckland Warriors | Campbelltown Stadium, Sydney Zuschauer: 7.793 Schiedsrichter: Moghseen Jadwat |
| 29. August | Bericht                 |         |                   | Campbelltown Stadium, Sydney Zuschauer: 7.793 Schiedsrichter: Moghseen Jadwat |